# 线叶槲寄生
线叶槲寄生（学名：Viscum fargesii）是桑寄生科槲寄生属的植物，为中国的特有植物。分布在中国大陆的陕西、山西、四川、青海、甘肃等地，生长于海拔1,350米至2,300米的地区，一般生长在山地、沟谷、河边阔叶林中、山杨和山楂等植物上，目前尚未由人工引种栽培。

## 别名
寄生（四川）